# 郵電新村駅
座標: 北緯31度16分13秒 東経121度29分23秒 / 北緯31.27028度 東経121.48972度
郵電新村駅（ゆうでんしんそんえき）は上海市虹口区に位置する上海地下鉄10号線の駅である。

## 歴史
- 2010年4月10日 - 開業。

## 隣の駅
上海軌道交通
■10号線
四平路駅 - 郵電新村駅 - 海倫路駅